# Mazurek Dąbrowskiego
Mazurek Dąbrowskiego er Polens nationalmelodi, og har været det officielt siden 26. februar 1927. Sangen er kendt for dens første linje, "Jeszcze Polska nie zginęła", "endnu er Polen ikke fortabt [så længe vi er i live]", der henviser til at nok var den polske stat blevet slettet fra landkortet i 1795 ved Polens tredje deling, men at håbet om at genskabe den tabte uafhængighed levede videre.

## Historie
Sangen blev skrevet i 1797 af den polske officer Józef Wybicki, sammen med de polske legioner i Italien var trådt i napoleonsk krigstjeneste. Wybicki var en nær ven af General Jan Henryk Dąbrowski. Wybicki skrev teksten mellem d. 15.-21. juli 1797 under et ophold i Reggio Emilia til musik af en mazurka. Sangen var oprindelig kendt som "Pieśń Legionów Polskich we Włoszech" ("sangen om de polske legioner i Italien") og blev meget populær blandt de polske legionærer. Dens tekst opfordrer til at befri Polen fra fremmet herredømme. 
Sangen blev hurtigt kendt også i selve Polen og blev brugt både under Novemberopstanden i 1830 og Januaropstanden i 1863. Den blev kendt som en revolutionær hymne under de europæiske revolutioner i 1848, hvilket fik den slovakiske digter Samuel Tomašik til at forfatte den pan-slaviske sang Hej, sloveni inspireret af den polske nationalmelodi. "Hej, sloveni" blev i 1848 anerkendt af en pan-slavisk kongres i Prag som slavernes fælles hymne, oversat til 17 sprog, og fra 1940 anvendt som nationalmelodi i Jugoslavien og senere Serbien-Montenegro. Efter unionsopløsningen anvender begge lande nu andre nationalmelodier, henholdsvis Bože Pravde og Oj, svijetla majska zoro.
Mazurek Dąbrowskiego blev også brugt i Polen under den anti-russiske opstand i 1905 og af polske hærenheder under både 1. og 2. verdenskrig.